# Промышленный капитал
Промышленный капитал — капитал, функцией которого является создание прибавочной стоимости.
 Промышленный капитал постоянно находится в движении, называемом кругооборотом капитала, последовательно принимая денежную ({\displaystyle D}), товарную ({\displaystyle T}) (покупка рабочей силы {\displaystyle P_{c}} и средств производства {\displaystyle C_{p}}), производительную ({\displaystyle P}) (создание товара) и вновь товарную ({\displaystyle T^{1}}), денежную ({\displaystyle D^{1}}) формы:

{\displaystyle D\rightarrow T\left\{{\frac {P_{c}}{C_{p}}}\right\}...P...T^{1}\rightarrow D^{1}}
Промышленный капитал в своём движении проходит стадию производства и дважды стадию обращения.
На основе денежной, товарной и производительной форм, которые промышленный капитал проходит в своём кругообороте, происходит образование обособленных друг от друга трёх различных видов капитала и групп капиталистов (ссудный капитал и ссудные капиталисты, торговый капитал и торговые капиталисты, промышленный капитал и промышленные капиталисты).